# Skočni zglob
Skočni zglob, gornji nožni zglob, gležanj ili članak (lat. articulatio talocruralis ATC) je anatomska struktura lokomotornog aparata donjeg uda koja u jedinstvenu celinu spaja zglobne površine dve kosti potkolenice (golenjaču i lišnjaču) i gležanjsku kost stopala (talus).

## Anatomija
Stopalo je jedno od složenijih delova lokomotornog aparata. Prednji deo stopala sastoji se od pet metatarzalnih kostiju, a na vrhovima se nalaze falange (kosti koje formiraju nožne prste). Glavna uloga im je da obezbede telu ravnotežu pri hodanju i trčanju. Gornji deo stopala je skočni zglob, pregibni zglob ili spoj donjih (distalnih) krajeva dve kosti potkolenice (golenjače i lisna kost) i tela skočne kosti (talus).
Skočni zglob je kompleksan i čine ga tri kosti. Sačinjen je od tibijalnog pilona (koji sadrži posteriorni maleolus), medijalnog maleolusa, lateralnog maleolusa i talusa. Zglob ima oblik sedla sa većom lateralnom cirkumferencijom talarne trohlee u odnosu na medijalnu. Golenjača i lisna kost (lat. oss. tibia et fibula) potkolenice svojom donjom stranom formiraju ležište u vidu sedla ili viljuške, koja ograničava prostor u koji je utisnuto stopalo.
Talarna trohlea je šira prema napred, tako da se pri dorzifleksiji fibula rotira upolje preko tibiofibularne sindesmoze, kako bi se prilagodila široj prednjoj površini talusa. Ove tri kosti u jedinstvenu zglobnu celinu povezuju snažnim ligamenti koje ojačava i fibrozni deo zglobne kapsule — formiraju skočni zglob.

### Zglobne površine
Zglobne površine koje se međusobno uzglobljvaju na navedenim trima kostima su:
Distalni okrajak golenjače (tibije)
Na donjem okrajku golenjače su: donja zglobna površina (lat. facies articularis inferior) i na spoljašnjoj  strani unutrašnjeg gležnja maleolarna zglobna površina (lat. facies articularis malleoli osis tibiae). Distalni okrajak tibije formiraju pet površina: donja, prednja, zadnja, spoljašnja i unutrašnja. Donja površina je zglobna, konkavna u anteroposteriornom pravcu i neznatno konveksna transverzalno, podeljena na širi lateralni i suženi medijalni segment. Zadnja granica skočnog zgloba je položena niže u odnosu na prednju. Zadnja granica je u kontinuitetu sa zadnjom
površinom medijalnog maleolusa. Ovaj segment poseduje kosi usek sa unutrašnje strane, koji je usmeren na dole i unutra a odgovara tetivi m. tibialis posterior.
Distalni okrajak lišnjače (fibule)
Distalni okrajak  lišnjače je kompleksna koštana struktura na koju se pripaja veći broj ligamenata i obezbeđuje spoljašnju (lateralnu) zglobnu površinu za skočni zglob. Distalni deo lišnjače ima dve glavne površine, spoljašnju i unutrašnju koje se šire u trostrani spoljašnji maleolus. Interosealni ligament se pripaja na mestu na kome se uvija spoljašnja površina i postaje zadnja ivica spoljašnjeg maleolusa. Spoljašnji maleolus je pričvršćen snažnim ligamentarnim pripojima napred, pozadi, distalno i proksimalno. Napred se nalaze pripoji prednjeg tibiofibularnog ligamenta kao i glavne i sekundarne veze prednjeg talofibularnog ligamenta. Distalno se pripaja snažan kalkaneofibularni ligament.
Nazad je lišnjača čvrsto povezana za golenjaču i preko zadnjeg talofibularnog ligamenta, površnih i dubokih komponenti zadnjeg tibiofibularnog ligamenta. Proksimalno, golenjača se nalazi u kontinuitetu sa golenjačom preko tibiofibularnog interosealnog ligamenta.
Skočna kost (talus)
Talus je skoro u potpunosti prekriven zglobnom hrskavicom, lišen muskulotetivnih pripoja. Gornja površina je konveksna od napred prema nazad, i neznatno konkavna u bočnom pravcu. Talarna trohlea je trapezoidnog oblika, s tim da je prednja površina nešto šira od zadnje. Ovakav oblik doprinosi povećanju stabilnosti skočnog zgloba pri dorzifleksiji. Unutrašnje i spoljašnje zglobne fasete su u kontinuitetu sa gornjom zglobnom površinom. U proseku je koštana masa talusa gušća od distalne tibije, i generalno nije povređena pri prelomima skočnog zgloba. Bočna ivica talusa je duža od medijalne, a prednja je duža od zadnje. Ova površina se opisuje i kao odsečak kupe, sa vrhom usmerenim unutra. Ovakav oblik je delimično odgovoran za varijabilne ose rotacije skočnog zgloba.
- Дорзална страна скочног зглоба
- Дорзална страна скочног зглоба
- Дисекција скочног зглоба, поглед одозго
- Дорзална страна скочног зглоба

### Zglobne veze
Stabilnost skočnog zgloba je obezbeđena koštanom arhitekturom kao i kapsularnim i ligamentarnim strukturama. Postoje tri odvojene grupe ligamenata koji obezbeđuju stabilnost skočnog zgloba: sindesmotični ligamenti, lateralni kolateralni ligamenti i medijalni kolateralni ligament, Unutrašnju vezu skoćnog zgloba čini (lat. lig. deltoideum) koji je sačinjen od 4 dela ili kraka (lat. pars tibionavicularis, pars tibiocalcanearis, pars tibiotalaris anterior, pars tibiotalaris posterior). dok spoljašnju vezu skočnog zgloba čine tri ligamenta: (lat. lig. calcaneofibulare, lig. talofibulare anterius i lig. talofibulare posterius).
Sindesmotični ligamenti
Sindesmotični ligamenti su sastavljeni od tri odvojena dela. Prema napred, prednje donji tibiofibularni ligament polazi sa prednjeg tuberkula i anterolateralne površine tibije i pruža se koso ka prednjoj strani fibule. Zadnji tibiofibularni ligament je izgrađen od površnih i dubokih veza koje polaze za zadnjeg tuberkula lateralnog maleolusa i pružaju se naviše, unutra i nazad ka pripoju na posterolateralnom tuberkulu tibije. Površna veza ima širok pripoj na zadnjoj strani tibije. Deblja, jaka duboka veza se pripaja na donjem delu zadnje ivice tibijalne zglobne površine i gradi labrum posterior skočnog zgloba. Zadnji tibiofibularni ligament je mnogo jači od prednjeg tibiofibularnog ligamenta, tako da ova razlika dolazi do izražaja pri torzionim ili translacionim silama koje dovode do avulzionih preloma zadnjeg tibijalnog tuberkula, često ostavljajući intaktan zadnji ligament, praćen kidanjem prednjeg tibiofibularnog ligamenta. Treća komponenta distalne tibiofibuarne sindesmose je čvrsti interosealni ligament, koji se pruža naviše i stapa se sa interosealnom membranom. Sve navedene strukture su od velikog značaja za očuvanje integriteta skočnog zgloba. Ukoliko nastane lezija ovih struktura, naročito deltoidnog ligamenta, dolazi do proširenja zglobne
viljuške što rezultira abnormalnim opterećenjem na skočni zglob.
Lateralni kolateralni ligamenti
Glavni lateralni kolateralni ligamenti su prednji talofibularni ligament, kalkaneofibularni ligament i zadnji talofibularni ligament. Prednji talofibularni ligament je najslabiji od tri navedena. Deo je anterolateralne kapsule skočnog zgloba i polazi sa donjeg kosog segmenta prednje ivice lateralnog maleolusa, a pruža se ka pripoju na telu talusa ispred lateralne maleolarne zglobne površine. Ligament pruža zaštitu od prednje subluksacije talusa kada je skočni zglob u plantarnoj fleksiji, a podložan je oštećenju pri iščašenju skočnog zgloba u inverziji
Medijalni kolateralni ligament
Kalkaneofibularni ligament
Kalkaneofibularni ligament je snažan, zaravnjen i ovalan ligament koji polazi sa donjeg segmenta prednje ivice lateralnog maleolusa, pružajući se iza peronealnih tetiva sa pripojem na zadnjoj strani lateralnog kalkaneusa. Ovaj ligament štiti zglob sprečava inverziju pri dorzifleksiji skočnog zgloba, a vrši stabilizaciju kako skočnog tako i subtalarnog zgloba. Zadnji talofibularni ligament je veoma snažan koji se pruža skoro horizontalno. Polazi sa unutrašnje površine lateralnog maleolusa i pripaja se na zadnjoj površini talusa. Najjači je lateralni ligament i sprečava zadnju i
rotatornu subluksaciju talusa.
Deltoidni ligament
Deltoidni ligament pruža medijalnu potporu za skočni zglob. Struktura deltoidnog ligamenta je podeljena na površnu i duboku komponentu. Površna vlakna polaze sa prednjeg kolikula i prednjeg aspekta zadnjeg kolikula i pripajaju se na navikularnoj kosti, vratu talusa, unutrašnjoj ivici sustentakuluma talusa i posteromedijalnom talarnom tuberkulu. Tibiokalkanearni ligament je najjača komponenta površnih vlakana deltoidnog ligamenta, i odgovoran je za sprečavanje everzije kalkaneusa. Duboki sloj deltoidnog ligamenta je primarni medijalni stabilizator skočnog zgloba. To je debeo, snažan ligament koji polazi sa širokog polja između prednjeg i zadnjeg kolikula. Najjača vlakna se pripajaju na unutrašnjoj površini talusa. Ovaj ligament je praktično nedostupan sa spoljne
strane zgloba, te je nemoguća njegova reparacija ukoliko se prethodno ne izvrši lateralna dislokacija talusa.

## Biomehanika skočnog zgloba
Stopalo i članak čine kompleksnu anatomsku strukturu koja se sastoji od 26 nepravilnih kostiju, 30 sinovijalnih zglobova, više od 100 ligamenata i 30 mišića. Svi ovi zglobovi moraju raditi sinhronizovano i kombinovano da bi se ostvarila pokretljivost. Većina pokreta u stopalu vrše tri sinovijalna zgloba: talokruralni, subtalarni i mediotarzalni zglob. Stopalo se kreće u tri ravni sa većinom pokreta koja se odvija u zadnjem delu stopala. Stopalo značajno doprinosi funkciji čitavog donjeg ekstremiteta.
Koštana anatomija skočnog zgloba omogućava stabilnost u dorzifleksiji i relativnu mobilnost u plantarnoj fleksiji. Prilikom stajanja ili dorzifleksiji, skočni zglob se ponaša kao prava brava, sa stabilnošću koju obezbeđuje artikularni kontakt. Prilikom neoslanjanja ili tokom plantarne fleksije, stabilnost je obezbeđena ligamentarnim strukturama. Naime zglob ima oblik sedla sa većom lateralnom cirkumferencijom talarne trohlee u odnosu na medijalnu. Talarna trohlea
je šira prema napred, tako da se pri dorzifleksiji fibula rotira upolje preko tibiofibularne sindesmoze, kako bi se prilagodila široj prednjoj površini talusa.

## Povrede
U stanjima kad stopalo gubi svoju statiku (uvrtanje, izvrtanje, pomeranje napred ili nazad sa ili bez rupture ligamenata) nastaje uganuću skočnog zgloba, kao najčešći oblik povređivanja skočnog zgloba bez obzira na vrstu povrede. Tad govorimo o laceraciji ili parcijalnoj rupturi a bol i otok su mnogo jači i uglavnom su praćeni hematomima. Ako ligament puca po čitavoj širini govorimo o rupturi ligamenta. Ruptura je najčešće praćena i oštećenjima zglobne kapsule, pokrovnih hrskavica a nije retkosti da dolazi i do frakture neke od kostiju stopala. U ove povrede mogu biti uključeni i prelomi maleolusa golenjače i/ili lisne kosti.

## Spoljašnje veze
- Ardizzone, Remy; Valmassy, Ronald L. (oktobar 2005). „How To Diagnose Lateral Ankle Injuries”. Podiatry Today. Архивирано из оригинала 04. 01. 2010. г. Приступљено 10. 1. 2019.